# 柳沢まさひで
柳沢 まさひで（やなぎさわ まさひで、1965年10月1日 - 、AB型）は、日本のアニメーター、キャラクターデザイナー。本名は柳沢 正秀（読みは同じ）。大阪府出身。スタジオ画房雅所属。
元アニメアール所属。フリーランスとなって上京後に橋本敬史、小森高博、外丸達也らと共にスタジオ画房雅を設立し、現在に至る。なお、画房雅には桂憲一郎、高橋しんや、糸島雅彦、村木靖なども所属している。

## 主な作品

### テレビアニメ
- 美少女戦士セーラームーン（作画監督）
- あしたへフリーキック（作画監督）
- 魔法のアイドルパステルユーミ（作画監督）
- るろうに剣心 -明治剣客浪漫譚-（作画監督、オープニングアニメーション作画監督、原画）
- ラブひな（作画監督）
- 魔法先生ネギま!（原画）
- メダロット（原画）
- HUNTER×HUNTER（作画監督）
- 陸上防衛隊まおちゃん（キャラクターデザイン、作画監督）
- 瓶詰妖精（キャラクターデザイン）
- BLACK LAGOON（原画）
- To LOVEる -とらぶる-（作画監督）
- そふてにっ（作画監督）
- だから僕は、Hができない。（原画）
- Wake Up, Girls!（作画監督、原画）
- ひなこのーと（サブキャラクターデザイン）
- ハイスクールD×D HERO（作画監督、原画）
- Z/X Code reunion（作画監督、総作画監督）
- ひぐらしのなく頃に業（作画監督）
- 見える子ちゃん（総作画監督）

### 劇場アニメ
- ギャラガ（原画）
- サイレントメビウス（作画監督）
- 美少女戦士セーラームーンR（原画）
- カードキャプターさくら（原画）
- ああっ女神さまっ（原画）

### Webアニメ
- 聖闘士星矢 黄金魂 -soul of gold-（総作画監督）

### OVA

#### 一般
- ブラックマジック M-66（原画）
- ドリームハンター麗夢（原画、作画監督）
- Good Morningアルテア（作監補佐）
- 魍魎戦記MADARA（原画）
- アイドル防衛隊ハミングバード（キャラクターデザイン、作画監督）
- 精霊使い（原画）
- るろうに剣心 -明治剣客浪漫譚- 追憶編（キャラクターデザイン、作画監督）
- ラブひなAgain（オープニングアニメーション原画）
- こみっくパーティーRevolution（作画監督）
- いつだってMyサンタ!（キャラクターデザイン）
- ToHeart2シリーズ
  - OVA ToHeart2（キャラクターデザイン、作画監督）
  - ToHeart2ad（キャラクターデザイン、作画監督）
  - ToHeart2 adplus（キャラクターデザイン、作画監督）
  - ToHeart2 adnext（キャラクターデザイン、オープニングアニメーション）
  - ToHeart2 ダンジョントラベラーズ（キャラクターデザイン）
- やわらか三国志 突き刺せ!! 呂布子ちゃん（原画）
- アズールレーン Queen's Orders（キャラクターデザイン（平田雄三、新村香奈と共同）[4]）

#### 18禁
- 超昂天使エスカレイヤー（オープニングアニメーション原画）

### 家庭用ゲーム
- お嬢様特急（キャラクターデザイン、作画監督）

### アダルトゲーム
- PREMIUM 女子校物語（キャラクターデザイン、原画）
- VIPERシリーズ
  - VIPER -V16- -IMAGINE-（キャラクターデザイン、作画監督）
  - VIPER -M5-（キャラクターデザイン）
- ガイナロックR（キャラクターデザイン、作画監督）
- WHITE ALBUM2 -closing chapter-（原画）